# Rhadinopsylla masculana
Rhadinopsylla masculana är en loppart som beskrevs av Jordan et Rothschild 1912. Rhadinopsylla masculana ingår i släktet Rhadinopsylla och familjen mullvadsloppor. Inga underarter finns listade i Catalogue of Life.